# ويليام جاكسون (سياسي نيوزلندي)
ويليام جاكسون (بالإنجليزية: William Jackson)‏ هو فلاح وسياسي نيوزلندي، ولد في 11 أكتوبر 1832 في المملكة المتحدة، وتوفي في 29 سبتمبر 1889. انتخب عضو مجلس النواب نيوزيلندا عن دائرة وايكاتو ‏ (1 مارس 1872 – 6 ديسمبر 1875).